# لانشون
لَنشُون (بالإنجليزية: luncheon-meat)‏ أو (نقحرة: لانشون) هو نوع من اللحوم المحفوظة. يعبأ اللَّنشُون في هيئة أسطوانات طويلة (sausages or meat-loaf)، يقطع إلى شرائح رفيعة عند الاستهلاك ويقدم بارداً. عادة ما يستخدم اللَّنشُون في الشطائر (الساندوتشات) مع الجبن كوجبة خفيفة، أو قد يستخدم على حدة كمقبلات.
كلمة luncheon (عادة ما تختصر إلى lunch) تعني في الإنجليزية وجبة الغذاء، ومنها فإن كلمة luncheon-meat تعني لحم وجبة الغذاء أو لحم الوجبات الخفيفة. تستخدم كلمة luncheon-meat في الغرب للتعبير عن أصناف عديدة من اللحوم الباردة (يشار إليها لاحقاً في هذا الموضوع)، إلا أن كلمة لَنشُون تستخدم في بلاد الشرق الأوسط للإشارة للَنشُون البقري بالتحديد، بينما تستخدم كلمة "الكاشير" في الجزائر والمغرب للإشارة إلى هذا النوع من اللحوم الباردة المسمى "اللَّنشُون".

## تصنيع اللَّنشُون
اللَّنشُون هو معجون لحم منزوع العظم ميكانيكياً، وفي هذه الطريقة يتم ضغط اللحم (أو خليط من لحوم مختلفة) داخل مفرمة باستخدام قوى ممكننة تمرره خلال مصفاة معدنية بهدف عزل العظام عن اللحم.
يتم حشو لحم اللَّنشُون داخل غلاف بلاستيكي رقيق حتى يتخذ الشكل الاسطواني المعروف، ويبقى الغلاف البلاستيكي ملاصقاً للَنشُون حتى بعد تقطيعه إن لم يتم إزالته يدوياً، على خلاف النقانق sausages (أو المومبار) حيث تستخدم أمعاء الحيوانات كغلاف صحي صالح للأكل دون أن تسبب أي مشاكل في الهضم.
قد يضاف إلى الخليط توابل أو خضروات مجففة لإضافة نكهات مختلفة (لَنشُون بالزيتون أو لَنشُون بالفلفل)، أو قد يضاف إليه نوع آخر من اللحم (كاللَّنشُون بالفراخ) أو قد يكون المعجون مكوناً أساساً من لحم الدجاج أو الديك الرومي.

## حفظ اللَّنشُون
تعتمد طريقة حفظ اللَّنشُون أساساً على التجفيف بإضافة ملح الطعام، أملاح نترات الصوديوم أو البوتاسيوم وأحياناً قد يستخدم السكر كمواد حافظة - انظر معالجة الطعام.
ملح الطعام يعتبر بذاته عاملا مجففا ويضاف بنسبة قد تصل إلى 20% لكي يمتص الماء من اللحم، والملح أيضاً يعطل عملية الأكسدة وبالتالي يحمي اللحم من التزنيخ. بينما تضاف أملاح النترات لقتل البكتيريا، وهي تعطي اللَّنشُون اللون الأحمر الوردي.

### اللَّنشُون المدخن
قد يستخدم التدخين أيضاً لحفظ اللَّنشُون، وتتميز هذه الطريقة بإضفاء نكهة خاصة إلى اللَّنشُون. وفي هذه الطريقة يتم طهي لحم اللَّنشُون علي نار الأخشاب أو قوالح الذرة مع تعريضه للدخان. ويطهى اللحم بهذه الطريقة تحت درجة حرارة تترواح بين °75 إلى 85° درجة سيليزية. من الجدير بالذكر أن تدخين اللَّنشُون ليس وسيلة حفظ كافية في حد ذاتها، ولكنها تستخدم بجانب إحدى وسائل الحفظ الأخرى كالتمليح.

## اللحوم الباردة

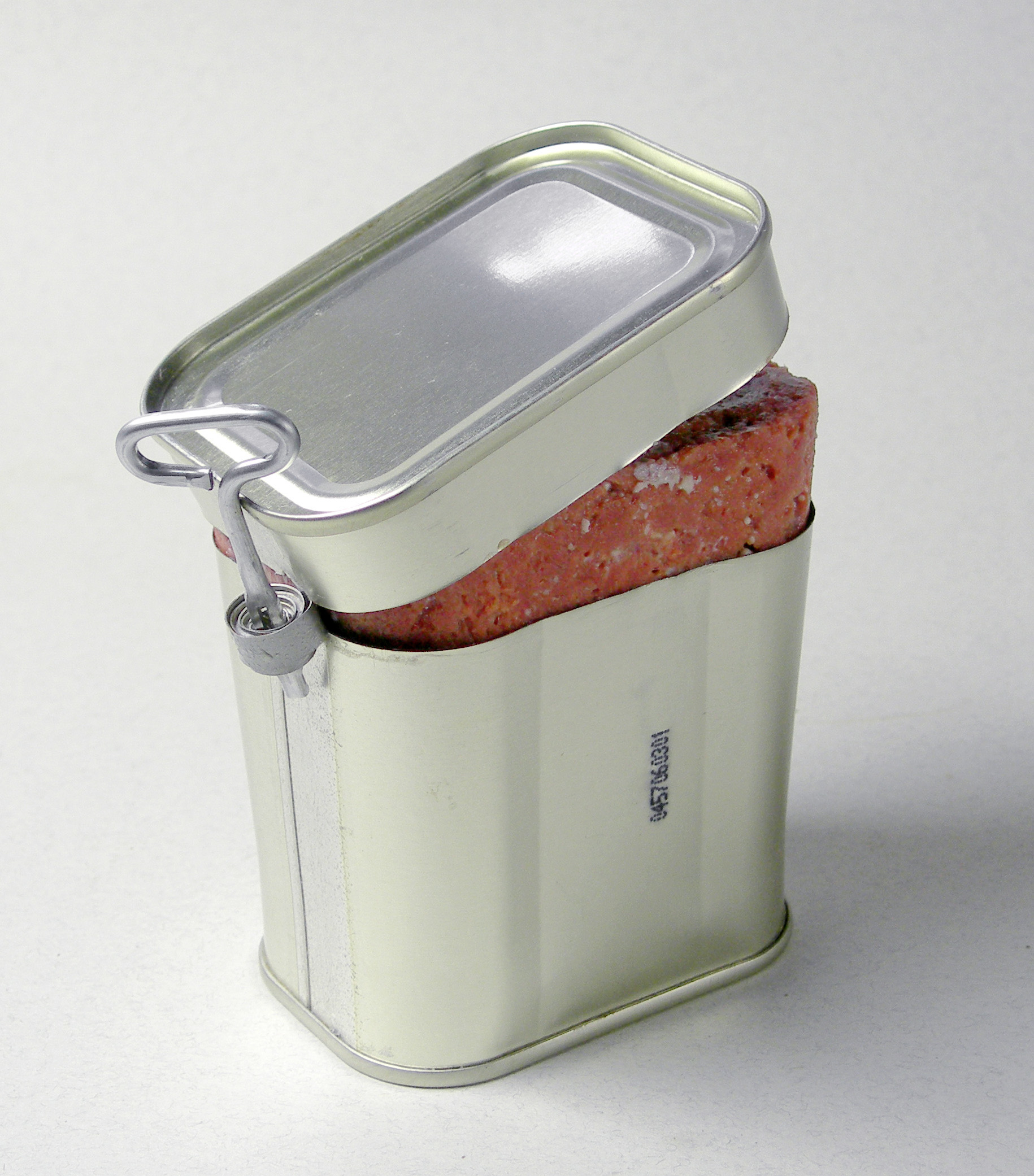
صفيحة لحم محفوظ

كما ذكر مسبقاً أن اللَّنشُون هو عضو من عائلة اللحوم المحفوظة، والجدير بالذكر من هذه الأنواع:-
- لحم محفوظ: مصنوع من معجون اللحم البقري المعلب في علب معدنية
- البسطرمة: تصنع من اللحم البقري أو الديك الرومي المنقوع في محلول ملحي مع توابل، ثم تجفف، وتحفظ لفترات طويلة. تتميز البسطرمة بنكهة الثوم.
- سلامي (طعام): يتميز بصغر قطره عن اللَّنشُون، هش حادق المذاق، نشأ أصلاً في جنوب أوروبا. بعض الأنواع منه تحتوي على لحم الخنزير
- مرتديلا: وهي شبيهة جداً للَنشُون، تتميز باللون الوردي الفاتح، دلعة المذاق، عالية في الدهون، مصنوعة أساساً من لحم الخنزير.

## اللَّنشُون الفاسد
تفسد اللحوم عادة عند حفظها في درجة حرارة الغرفة مع تعرضها للأوكسجين. يفسد اللحم عندما يكسر الأوكسجين خلايا الدهون تاركاً منها بيئة مناسبة لوجود البكتريا.
تبعاً يفسد اللَّنشُون إذا حفظ خارج الثلاجة بعد تقطيعه دون الغلاف البلاستيكي المحكم. أو قد يفسد أساساً أثناء التصنيع بسبب تصنيع اللحم في درجة حرارة غير مناسبة أو عدم إضافة المواد الحافظة بشكل صحيح.
أو قد يتسبب تسمم اللَّنشُون أذا تم اختلاط اللحم بمكونات أخرى ملوثة أثناء التصنيع كالقاذورات الملتصقة بالماكينات أو صدأ المعادن في حالة عدم صيانة الماكينة.
من علامات فساد اللَّنشُون:
1. رائحة كريهة تشبه رائحة النشادر أو الكبريت (تشبه رائحة البيض الفاسد)
2. الملمس اللزج
3. اللون المائل الي الرمادي أو الأخضر

| لانشون | يرجى دائما التحقق من تاريخ الصلاحية على العبوة قبل استهلاك أي نوع من المأكولات | لانشون |